# Antal Lyka
Antal Lyka, noto come "Lyka II" (Budapest, 29 maggio 1908 – 6 ottobre 1976), è stato un allenatore di calcio e calciatore ungherese, di ruolo centrocampista.

## Carriera
Giocò quasi tutta la carriera nel Ferencvaros, vincendo 3 campionati ungheresi (1926–27, 1931–32, 1933–34), 3 coppe nazionali (1928, 1933, 1935) e 2 Coppe Mitropa (1928, 1937).
Guidò il Ferencvaros anche da allenatore, vincendo un campionato (1948–49) anche in questa veste. Sedette poi sulkle panchine di diverse altre squadre fra Ungheria e Iugoslavia.

## Palmarès

### Giocatore

#### Competizioni nazionali
- Campionato ungherese: 4

Ferencvaros: 1926-1927, 1927-1928, 1931-1932, 1933-1934
- Coppa d'Ungheria: 4

Ferencvaros: 1926-1927, 1927-1928, 1932-1933, 1934-1935

#### Competizioni internazionali
- Coppa Mitropa: 2

Ferencvaros: 1928, 1937

### Allenatore

#### Competizioni nazionali
- Campionato ungherese: 1

Ferencvaros: 1948-1949
- Coppa d'Ungheria: 1

Ferencvaros: 1941-1942
- Coppa di Jugoslavia: 1

Vardar: 1960-1961